# Frans de Liagre Böhl
Franz (of: Frans) Marius Theodor de Liagre Böhl (Wenen, 16 augustus 1882 – Milsbeek, 16 november 1976) was een Nederlandse hoogleraar Hebreeuws en Assyriologie. 

## Loopbaan
Hij studeerde o.a. in Leipzig en Berlijn en schreef twee dissertaties: Die Sprache der Amarnabriefe, mit besonderer Berücksichtigung der Kanaänismen (een taalkundig werk), en Kanaanäer und Hebräer, Untersuchungen zur Vorgeschichte des Volkstums und der Religion Israels auf dem Boden Kanaans (Licentiaatsthese).
Na een docentschap in Berlijn werd hij in 1912 benoemd tot hoogleraar Oude Testament in Groningen. In 1925 was hij rector van de Rijksuniversiteit Groningen. Hij richtte in Groningen een Semitische Werkkamer in met oudheden uit de Levant en Mesopotamië.
In 1927 werd hij benoemd tot hoogleraar Assyriologie aan de Rijksuniversiteit Leiden. In Leiden woonde Böhl op de Groenhovenstraat 17-18, alwaar hij ook De Werkkamer naar toe verhuisde. Ter ere van Böhl draagt het studentenhuis dat heden ten dage is gevestigd op Groenhovenstraat 17 nog steeds de naam "Böhlerei".
Hij was nauw betrokken bij de oprichting van het Nederlands Instituut voor het Nabije Oosten (NINO) door zijn student Arie Kampman. Van 1939 tot 1955 was hij samen met de egyptoloog Adriaan de Buck directeur van het Instituut. Na zijn emeritaat in 1953 bleef hij zeer actief in zijn studiegebied en betrokken bij het Instituut. De collectie spijkerschriftinscripties van de Werkkamer werd in 1951 aangekocht door het NINO. De Böhl-collectie omvat de grootste collectie kleitabletten in Nederland; enkele topstukken zijn tentoongesteld in het Rijksmuseum van Oudheden in Leiden.

## Privéleven
Hij was de zoon van Eduard Böhl (1836-1903), hoogleraar Oude Testament aan de Universiteit van Wenen en een bekend predikant, en van barones Jacqueline van Verschuer. In 1949 voegde hij De Liagre aan zijn achternaam toe, om te voorkomen dat de geboortenaam van zijn grootmoeder zou uitsterven. Hij trouwde met Maria Anna Dorothea Strasburger en is de vader van historicus en kenner/biograaf van Herman Gorter, Herman de Liagre Böhl (1943).

## Onderscheidingen
In 1924 werd hij lid van de Koninklijke Nederlandse Akademie van Wetenschappen.
Hij ontving verschillende universitaire erebenoemingen:
- Bonn, eredoctor Theologie (1915);
- Rostock, erelid van de universiteit (1919);
- Debrecen, erelid van de universiteit (1939);
- Leuven, eredoctor Oosterse Letteren (1947);
- Koninklijke Vlaamse Academie Brussel, lid (1946).